# Dita Přikrylová
Dita Přikrylová, češka programerska inženirka, * 26. februar 1989,  Češka.
Je socialna podjetnica in ustanoviteljica neprofitne organizacije Czechitas. Ta organizacija, ki temelji na modelu Girls Who Code, nudi tehnično izobraževanje in možnosti za mreženje ženskam in mladim na področju informacijskih tehnologij. 

## Izobrazba
Přikrylová je študirala sistemsko inženirstvo na  Ekonomsko-poslovni fakulteti ter uporabno računalništvo na Fakulteti za informatiko, oboje na Masarykovi univerzi v Brnu.
Leta 2016 je bila izbrana kot edina predstavnica Češke na dveh pomembnih svetovnih dogodkih: Young Transatlantic Innovation Leaders Initiative (YTILI), ki jo organizira Ministrstvo za zunanje zadeve Združenih držav, ter Global Entrepreneurship Summit (GES) v Palo Altu v Kaliforniji.

## Kariera
Přikrylová je najbolj znana po svojem delu z organizacijo Czechitas, ki se osredotoča na prekvalifikacijo žensk, starih med 20 in 45 let, na področju programiranja in informacijskih tehnologij. Organizacijo je ustanovila leta 2014 z namenom odpravljanja stereotipov in spodbujanja žensk ter deklet k učenju programiranja in vstopu v poklicno pot v IT-sektorju. Organizacija izvaja tečaje po vsej Češki in ima izobraževalna centra v Brnu in Pragi.
Prek partnerstva med Czechitas in Microsoft Corporation je Přikrylová pomagala vzpostaviti Akademijo programiranja za otroke na Češkem. Program je namenjen mladim od 8 do 26 let, ki lahko brezplačno dostopajo do spletnih tečajev, vadnic in učnih gradiv za različne računalniške programe.
Leta 2016 je s Christianom Hirsigom in Cornelio Meyer soustanovila Powercoders, neprofitno organizacijo v Švici z izobraževalnima centroma v Lozani in Zürichu, ki beguncem ponuja tečaje programiranja, da bi izboljšali svoje možnosti za zaposlitev.
Poleg delovanja v podjetju Czechitas je poslovna razvijalka v podružnici GreenFox Academy v Pragi, ki se je začel na Madžarskem kot bootcamp programiranja in ponuja brezplačne tečaje programiranja za ženske.
Přikrylová je članica Svetovalnega odbora Social Impact Awards, neprofitnega inkubatorja za socialno podjetništvo in inovacije, kjer zastopa več kot 500 nekdanjih udeležencev programa (alumnov). Je tudi članica upravnega odbora Cesko.digital, neprofitne spletne skupnosti za IT strokovnjake na Češkem, ki nudijo brezplačno IT pomoč neprofitnim organizacijam, vladnim institucijam in nevladnim organizacijam.
Od septembra 2020 je Přikrylová direktorica oddelka za raznolikost, vključevanje in skupnosti pri češkem podjetju Avast, ki se ukvarja z razvojem protivirusne programske opreme.

## Nagrade in priznanja
Leta 2016 je Evropski parlament Přikrylovi podelil nagrado državljana Evrope za njena prizadevanja za povečanje tehnične in digitalne pismenosti žensk in deklet. Istega leta jo je revija Forbes izbrala za eno izmed 30 najmlajših poslovnih voditeljev na Češkem, mlajših od 30 let.
Leta 2017 je prejela nagrado South by Southwest Community Service Award, ki jo podeljuje SXSW v Austinu v Teksasu.
Leta 2017 je bila Přikrylová tudi članica programa Mladih voditeljev Inštituta Aspen v srednji Evropi.
Leta 2018 je bila izbrana za vzornico leta po izboru Central European Startups Award.

## Publikacije in predstavitve
- Přikrylová, Dita (2016). Business intelligence models for capturing and analysis of enterprise marketing data (magistrsko delo). Masarykova univerza, Fakulta informatiky.
- Přikrylová, Dita (2017). Czechitas, ali Zakaj manjka IT pri ženskah kot pri ženskah v IT. April 2017, Aspen Review.
- Buhnova, Barbora in Přikrylová, Dita (2019). Women Want to Learn Tech: Lessons from the Czechitas Education Project. 27. maj 2019, 2019 IEEE/ACM 2. mednarodna delavnica o enakosti spolov v programskem inženirstvu (GE).
- Přikrylová, Dita (2019). How to kick off your tech career - Dita Přikrylová (Czechitas)). 19. junij 2019, Code.Kiwi.Org.
- Buhnova, Barbora, Jurystova, Lucie in Přikrylová, Dita (2019). Assisting women in career change towards software engineering: experience from Czechitas NGO . September, 2019, ECSA '19: 19: Proceedings of the 13th European Conference on Software Architecture.